# Liste der am dichtesten besiedelten Ballungsräume in Peru
Die folgende Liste gibt die am dichtesten bevölkerten Metropolen in Peru mit mehr als 300.000 Einwohnern wieder. Die Bevölkerungszahlen der Ballungsräume sind eine Kombination aus einer Großstadt und viele umliegende, kleinere Satelliten-Städte. Für Städte: Liste der Städte in Peru.

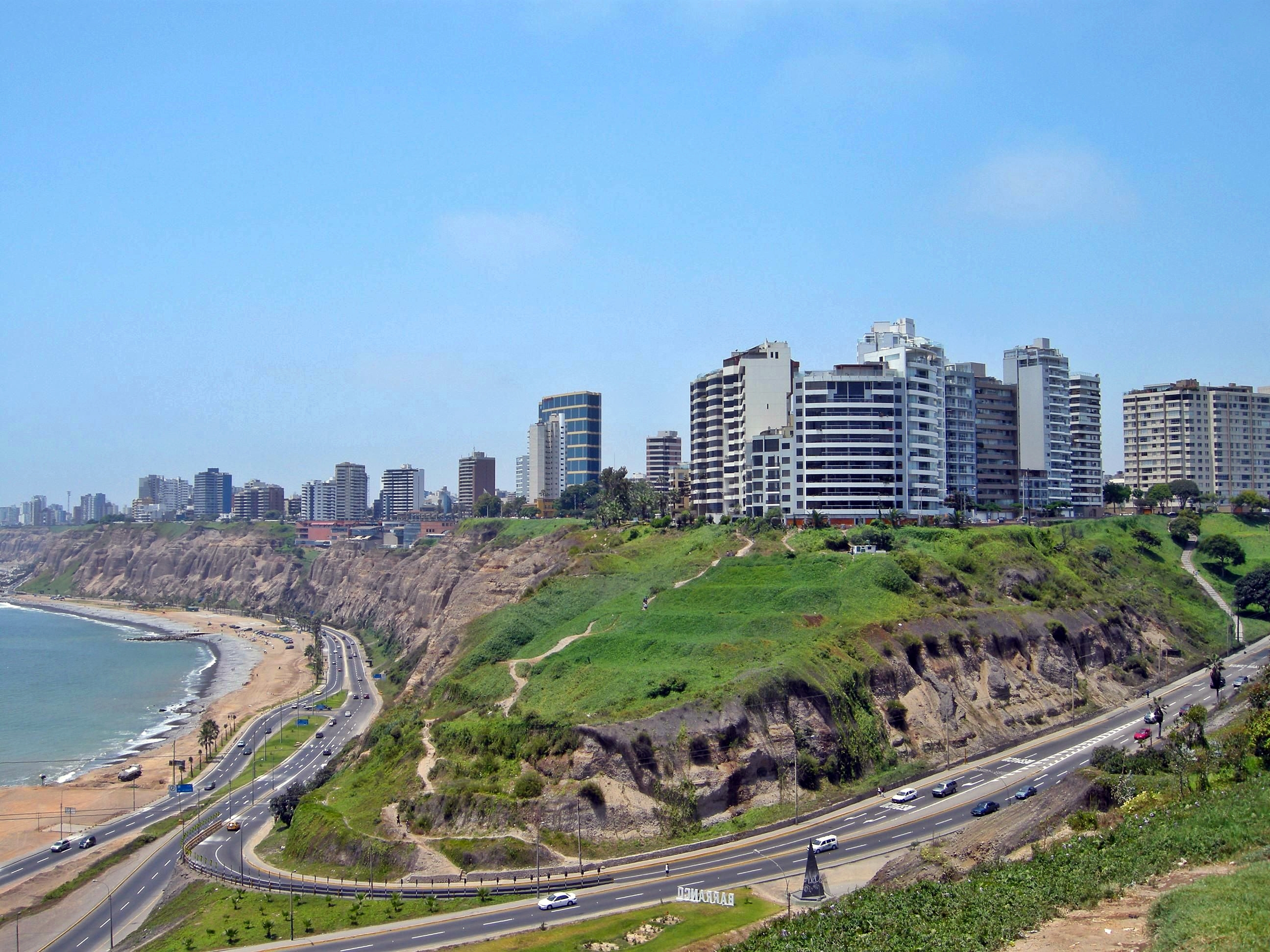
Lima

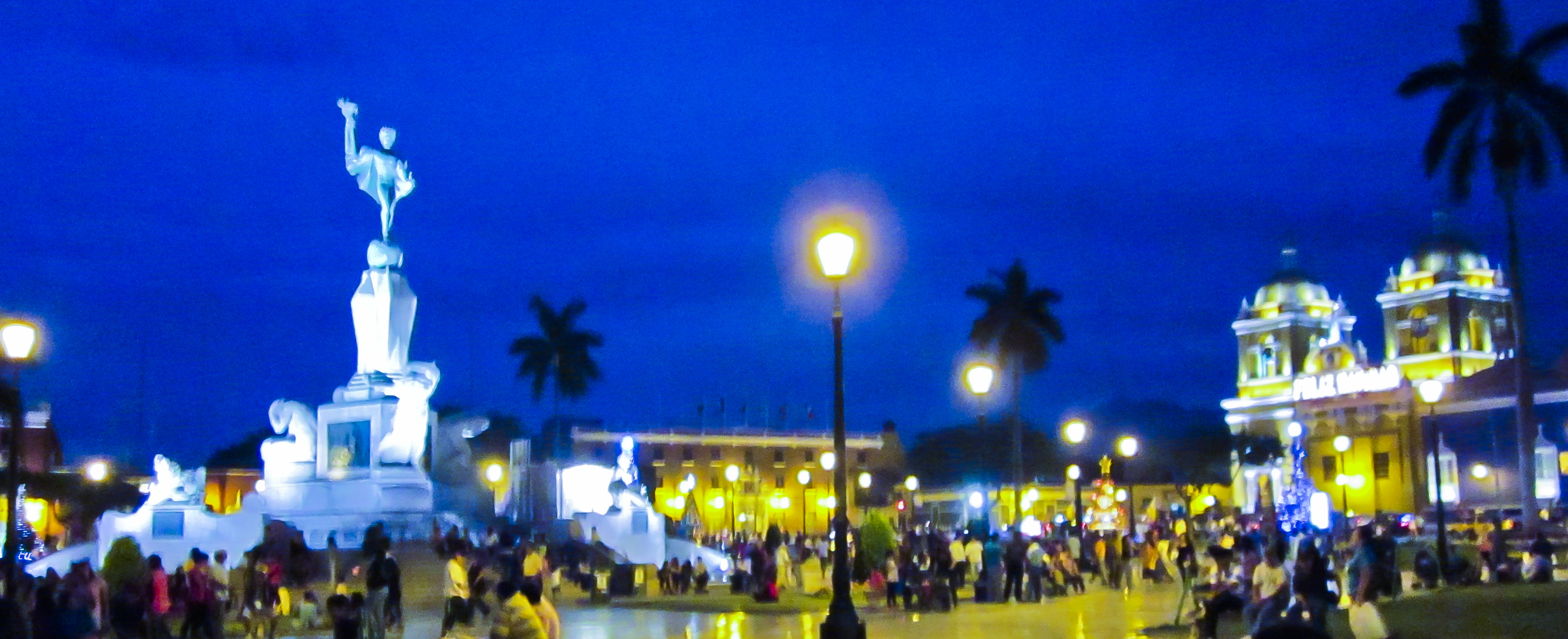
Freiheitsdenkmal ein Werk von Edmund Moeller in Trujillo

| # | Metropolregion | Region      | Metropolregion (Bevölkerung) Geschätzt – 2014 |
| - | -------------- | ----------- | --------------------------------------------- |
| 1 | Lima           | Lima        | 9.735.587                                     |
| 2 | Trujillo       | La Libertad | 935.147                                       |
| 3 | Arequipa       | Arequipa    | 909.955                                       |
| 4 | Chiclayo       | Lambayeque  | 801.580                                       |
| 5 | Piura          | Piura       | 510.488                                       |
| 6 | Iquitos        | Loreto      | 467.493                                       |
| 7 | Cusco          | Cusco       | 427.974                                       |
| 8 | Chimbote       | Ancash      | 378.358                                       |
| 9 | Huancayo       | Junín       | 362.716                                       |

## Zusammensetzung der Ballungsräume
- Lima besteht aus den 49 Bezirken von Lima und Callao.

- Trujillo: Trujillo, La Esperanza, El Porvenir, Víctor Larco, Florencia de Mora, Huanchaco, Moche, Salaverry and Laredo

| Conformation         | Estimated population 2014 | Category |
| -------------------- | ------------------------- | -------- |
| Trujillo             | 317.893                   | District |
| Víctor Larco Herrera | 63.317                    | District |
| Florencia de Mora    | 41.950                    | District |
| Huanchaco            | 64.957                    | District |
| Moche                | 35.074                    | District |
| Salaverry            | 17.633                    | District |
| Laredo               | 35.200                    | District |
| El Porvenir          | 180.716                   | District |
| La Esperanza         | 179.407                   | District |
| Total                | 935,147                   | -        |

- Arequipa: Arequipa, Alto Selva alegre, Cayma, Cerro colorado, Jacobo hunter, José Luís Bustamante y Rivero, Mariano Melgar, Miraflores, Paucarpata, Sabandia, Sachaca, Socabaya, Tiabaya Yanahuara, Characato, Uchumayo, Mollebaya, Quequeña and  Yura.

| Conformation                  | Estimated population 2014 | Category |
| ----------------------------- | ------------------------- | -------- |
| Arequipa                      | 55.264                    | District |
| Alto Selva alegre             | 81.445                    | District |
| Cayma                         | 89.793                    | District |
| Cerro Colorado                | 143.772                   | District |
| Jacobo Hunter                 | 48.247                    | District |
| José Luís Bustamante y Rivero | 77.019                    | District |
| Mariano Melgar                | 52.837                    | District |
| Miraflores                    | 49.160                    | District |
| Paucarpata                    | 124.701                   | District |
| Sabandia                      | 4.095                     | District |
| Sachaca                       | 19.390                    | District |
| Socabaya                      | 75.797                    | District |
| Tiabaya                       | 14.823                    | District |
| Yanahuara                     | 25.242                    | District |
| Characato                     | 8.947                     | District |
| Uchumayo                      | 12.246                    | District |
| Yura                          | 24.007                    | District |
| Mollebaya                     | 1.809                     | District |
| Quequeña                      | 1.361                     | District |
| Total                         | 909.955                   | --       |

- Chiclayo: Chiclayo, Eten, Leonardo Ortiz, La Victoria,  Monsefú,  Pimentel, Pomalca, Puerto Eten, Reque, Santa Rosa, Lambayeque and  San José.

| Conformation   | Estimated population 2014 | Category |
| -------------- | ------------------------- | -------- |
| Chiclayo       | 289.956                   | District |
| Eten           | 10.672                    | District |
| Leonardo Ortiz | 190.388                   | District |
| La Victoria    | 89.499                    | District |
| Monsefú        | 31.880                    | District |
| Pimentel       | 42.870                    | District |
| Pomalca        | 25.229                    | District |
| Puerto Eten    | 2.194                     | District |
| Reque          | 14.736                    | District |
| Santa Rosa     | 12.551                    | District |
| Lambayeque     | 75.905                    | District |
| San José       | 15.700                    | District |
| Total          | 801.580                   | --       |

- Piura: Piura, Castilla, Catacaos.

| Conformation | Estimated population 2014 | Category |
| ------------ | ------------------------- | -------- |
| Piura        | 297.062                   | District |
| Castilla     | 141.175                   | District |
| Catacaos     | 72,251                    | District |
| Total        | 510.488                   | --       |

- Iquitos: Iquitos, Punchana, San Juan Bautista, Belén.

| Conformation      | Estimated population 2014 | Category |
| ----------------- | ------------------------- | -------- |
| Iquitos           | 153.357                   | District |
| Belén             | 75.593                    | District |
| Punchana          | 90.071                    | District |
| San Juan Bautista | 148.472                   | District |
| Total             | 467.493                   | --       |

- Cusco: San Jerónimo, Cusco, Santiago, Wanchaq, San Sebastián.

| Conformation  | Estimated population 2014 | Category |
| ------------- | ------------------------- | -------- |
| Cusco         | 118.322                   | District |
| San Jerónimo  | 45.236                    | District |
| Santiago      | 90.274                    | District |
| Wanchaq       | 63.844                    | District |
| San Sebastián | 110.298                   | District |
| Total         | 427.974                   | --       |

- Chimbote: Chimbote, Nuevo Chimbote, Coishco.

| Conformation   | Estimated population 2014 | Category |
| -------------- | ------------------------- | -------- |
| Chimbote       | 216.154                   | District |
| Nuevo Chimbote | 146.444                   | District |
| Coishco        | 15.760                    | District |
| Total          | 378.358                   | --       |

- Huancayo: Huancayo, El Tambo, Chilca.

| Conformation | Estimated population 2014 | Category |
| ------------ | ------------------------- | -------- |
| Huancayo     | 116.944                   | District |
| El Tambo     | 160.685                   | District |
| Chilca       | 85.087                    | District |
| Total        | 362.716                   | --       |